# Stoute- of Zoutepolder
De Stoute- of Zoutepolder is een polder ten noordoosten van Nieuwvliet, een plaats in de gemeente Sluis in de Nederlandse provincie Zeeland. De polder is een van de Catspolders.
De polder werd in 1613 herdijkt, mede door toedoen van Jacob Cats. Hieraan herinnert nog de Catshoeve. De polder is 134 ha groot.
De polder wordt begrensd door de Catsweg, de Mosseldijk, de Sint Bavodijk en de Nieuwvlietseweg.
Ten noorden van het poldergebied ligt de Proostpolder.